# Miguel Biada
Miguel Biada y Buñol, auf Katalanisch Miquel Biada i Bunyol, Geburtsname Miguel Viada, (* 24. November 1789 in Mataró; † 2. April 1848 ebenda) war ein spanischer Unternehmer.

## Leben
Biada, Sohn des Baumeisters Juan Bautista Viada und seiner Frau Teresa Bunyol, war der jüngste von 13 Geschwistern. Er besuchte die Escuela Pía de Santa Ana in Mataró und ab 1806 die Steuermannsschule in Arenys de Mar.
Als während des Napoleonischen Krieges im Frühjahr 1808 Mataró durch französische Truppen zerstört wurde, reiste Biada nach Maracaibo, wo schon einer seiner Brüder lebte. Dort betätigte er sich im Handel zwischen den Küstenstädten und den Antillen. Bald wurde er in den beginnenden venezolanischen Unabhängigkeitskrieg hineingezogen und führte verschiedene Aufträge zur Verteidigung der spanientreuen Städte Coro  und Maracaibo aus.
1815 kehrte Biada nach Mataró zurück und heiratete Teresa Prats Vilaseca, die im nächsten Jahr ihren ersten Sohn Miquel gebar. Als der Krieg in Venezuela beendet zu sein schien, kehrte Biada 1818 nach Maracaibo zurück. Jedoch wurde der Waffenstillstandsvertrag von Trujillo 1820 gebrochen und Biada 1821 von Rebellen verhaftet und ins Exil geschickt.
Biada kehrte mittellos nach Mataró zurück; 1823 wurde dort sein zweiter Sohn Salvador geboren. Bald darauf reiste er (mit dem Familiennamen Biada statt des bisherigen Viada) nach Havanna, das zum zentralen Handelsplatz für den Warenverkehr zwischen den Ex-Kolonien und Spanien geworden war. Er baute sich mit dem Export von Zigarren und dem Import von Lebensmitteln und Manufakturwaren sowie mit Wechselgeschäften zusammen mit seinem Neffen Onofre Viada Balanzó ein neues Vermögen auf. 1825 wurde in Havanna sein dritter Sohn Juan geboren. 1833 breitete sich die Cholera in Havanna aus. Biada erkrankte und überlebte; seine Frau und seine zwei kleinen Kinder Casimir und Cristina (vier und zwei Jahre alt) starben.
Seit 1830 bemühten sich die Geschäftsleute von Havanna um den Bau einer Bahnstrecke zwischen Havanna und Güines zur Erleichterung des Zuckertransports. 1833 beteiligte sich Biada an dem Vorhaben, das mit einem Darlehen einer englischen Bank realisiert werden konnte. 1837 wurde die Bahnstrecke bis Bejucal und 1839 bis Güines in Betrieb genommen.
Biada unterstützte stets die liberale Sache in Spanien, zum Beispiel sammelte er Geld für die Truppen der Königin Isabella im ersten Carlistenkrieg. 1838 wurde er für seine Unterstützung der spanischen Truppen im venezolanischen Unabhängigkeitskrieg zum Ritter des Orden de Isabel la Católica ernannt. In dem politischen Kampf des Capitán General de Cuba Miguel Tacón y Rosique (1834–1838) gegen den Bürgermeister Claudio Martínez de Pinillos gehörte Biada zum Aufgebot Tacóns, der Biada 1837 zum Capitán des Freiwilligenverbandes der Geschäftsleute in Havanna machte.

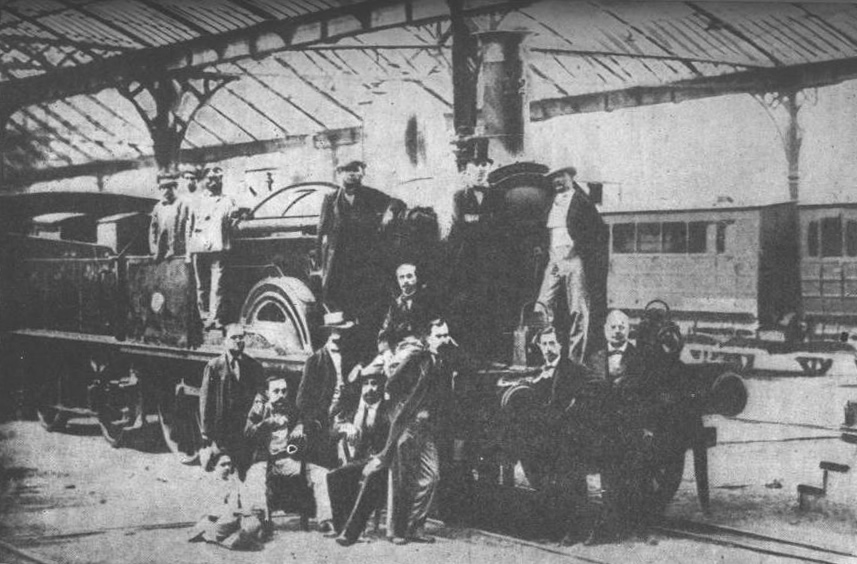
Direktoren der Barcelona-Mataró-Bahn 1861 zur Feier der Fusion mit der Linie nach Granollers

Nach dem Ende des ersten Carlistenkrieges kehrte Biada 1840 nach Barcelona zurück. Seine Suche nach Partnern für den Bau einer Bahnstrecke zwischen Barcelona und seiner Heimatstadt Mataró erwies sich als schwierig, weil die Perspektiven des Eisenbahnverkehrs noch nicht gesehen wurden. Erst 1843 gelang es Biada, eine Gruppe von Investoren zu bilden, die unter der Führung von Josep Maria Roca in London die Genehmigung der spanischen Regierung erlangte. 1845 wurde das Unternehmen Camino de Hierro de Barcelona a Mataró zum Bau der Bahnstrecke Barcelona–Mataró gegründet mit Biada als Finanzchef. Diese Bahnstrecke war die erste in Spanien; sie wurde am 28. Oktober 1848 eingeweiht. Dank Biadas sorgfältiger Finanzverwaltung war das Unternehmen während der Finanzkrise 1846–1848 nicht gefährdet.